# كاوري ناكاياما
كاوري ناكاياما (باليابانية: 中山香里؛ بالكانا: なかやま かおり) هي مصارعة محترفة يابانية، ولدت في 14 مارس 1978 في هابيكينو في اليابان.

## روابط خارجية
- كاوري ناكاياما على موقع CageMatch worker (الإنجليزية)